# رمون دو سن-ژیل
رِمون دو سن-ژیل (فرانسوی: Raymond de Saint-Gilles‎; ح. ۱۰۴۱ – ۲۸ فوریه ۱۱۰۵)، کُنت تولوز و یکی از قدرتمندترین شهریاران فرانسه در سده یازدهم بود. او همچنین یکی از رهبران نخستین جنگ صلیبی بود و در بیشتر نبردهای این جنگ شرکت داشت. رمون تولوز آخرین سال‌های عمر خویش را صرف بنیان‌گذاشتن کُنت‌نشین طرابلس کرد اما پیش از نشستن بر تخت حکومت طرابلس درگذشت.

## پیش از جنگ صلیبی
رمون دومین فرزند پونس تولوز و آلمودیس د لا مارش بود؛ به همین دلیل پس از مرگ پونس این برادر او، ویلیام چهارم تولوز، بود که کنت تولوز شد. او در حدود سال ۱۰۶۶ با دختر یکی از کنت‌های پروانس ازدواج کرد. رمون با اولین همسر خود خویشاوندی خونی داشت (احتمالاً دختر/پسرعمو) اما عموم مقامات مذهبی بر این خویشاوندی چشم پوشیدند و این ازدواج به وقوع پیوست. چندین سال بعد و در حدود چهل و پنج سالگی به دلیل فوت پدر همسرش و همین‌طور با پیروزی در مقابل کنت دیگر پروانس (و پاپ) توانست به مقام مارکی پروانس برسد که تا هنگام مرگ این مقام را در کنار دیگر مقام‌های خود حفظ کرد. اختلاف‌های رمون و پاپ گریگوری هفتم ادامه پیدا کرد. اوج این اختلافات وقتی بود که پاپ رمون را فراخواند تا در کنار او علیه نورمن‌های جنوب فرانسه بجنگد؛ رمون اما از پیوستن به پاپ در این جنگ سرباز زد و گرگوری هفتم که از این موضوع بسیار خشمگین شده بود با اتکای بر این امر که رمون با خویشاوند خونی خود ازدواج کرده‌است او را تکفیر کرد. رمون تا سال ۱۰۸۰ که همسر نخستش درگذشت زیر این حکم این تکفیر باقی ماند.
رمون در سال ۱۰۸۷ به اسپانیا رفت تا در مبارزه علیه مسلمانان (که اروپاییان قرون وسطی ساراسن خطابشان می‌کردند) برای بازپس‌گیری اندلس شرکت کند. او همین‌طور در سال ۱۰۹۴ عازم زیارت اورشلیم شد که بنابر بعضی منقولاتِ اثبات ناپذیر در جریان این سفر بابت ممانعت از پرداخت مالیاتی که حاکمان سلجوقی فلسطین بر زائرین مسیحی تحمیل می‌کردند تحت ضرب و شتم قرار گرفت و در نهایت چشم او را کور کردند. شایعهٔ غالب این است که رمون تا زمان جنگ‌های صلیبی این چشم را در کیسه‌ای همراه خود حمل می‌کرد تا نشانی باشد از نفرتش از مسلمانان. رمون هنوز در این سفر زیارتی بود که خبر مرگ برادرش و در نتیجه رسیدنش به مقام کنت تولوز به او رسید.

## جنگ صلیبی

### شورای کلرمونت

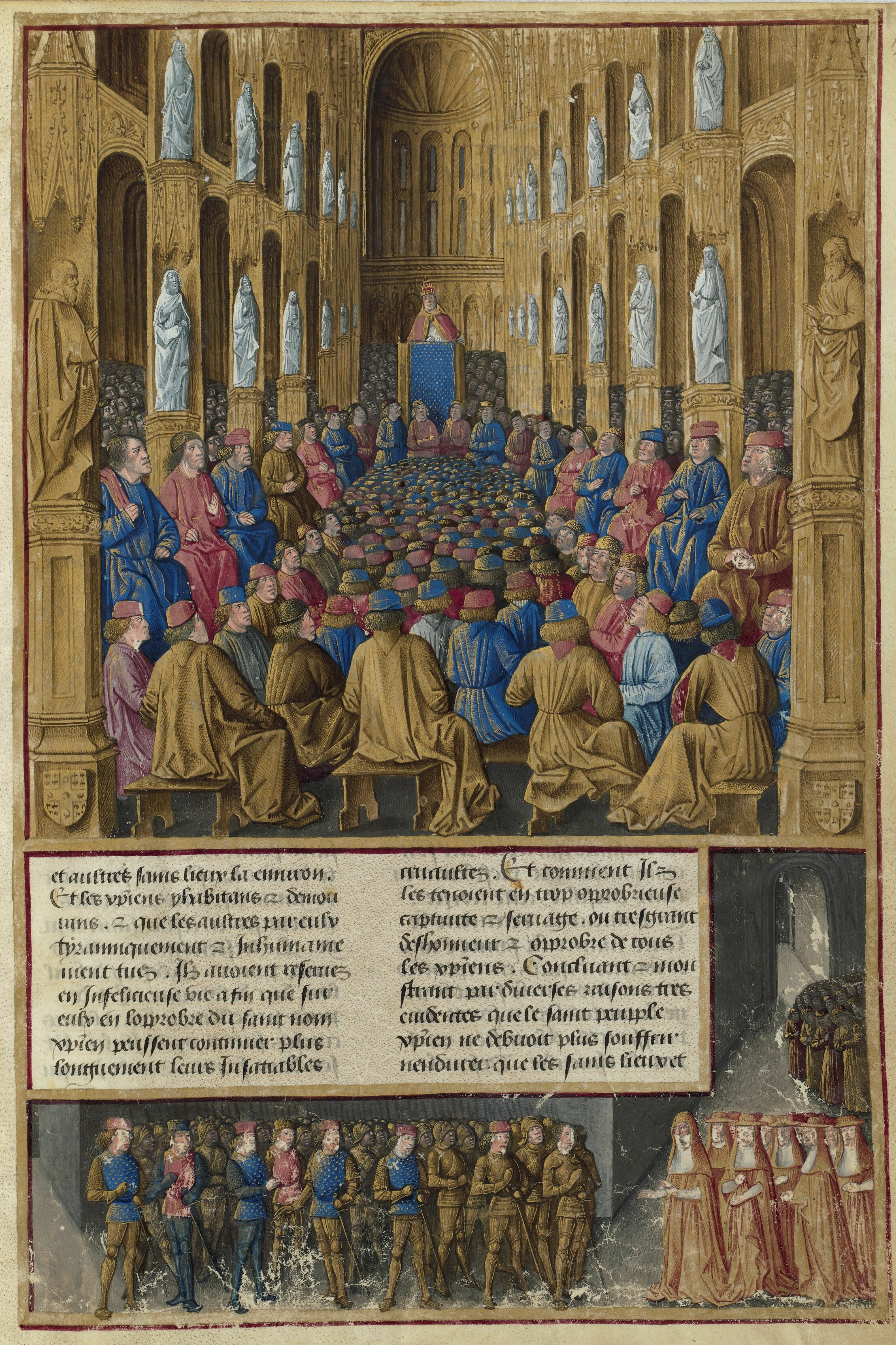
پاپ اوربان دوم در شورای کلرمون. نگارگری منصوب به ژان کلومب در نسخهٔ خطی Passages d'outremer.

هنوز چیزی از به قدرت رسیدن رمون نمی‌گذشت که پاپ اوربان دوم تصمیم گرفت تا به شمال کوه‌های آلپ سفر کند تا طی سلسله دیدارهایی نقشهٔ خود برای لشگرکشی به سرزمین‌های مقدس را وارد فاز عملی کند. اوربان در جریان این سفر به کلیساهای جامع و صومعههای بسیاری سر زد و با چندین نفر از اشراف و افراد قدرتمند منطقه دیدار کرد و همه را به شورایی که تصمیم گرفته بود در شهر کلرمونت برگزار کند دعوت کرد. رمون تولوز احتمالاً بلندپایه‌ترین و قدرتمندترین فرد سیاسی [غیر مذهبی]ای بود که اوربان در این دوره ملاقات کرد. با وجود این‌که رمون پیش از این توسط پاپ گرگوری هفتم تکفیر شده بود امّا حالا پس از توبه‌های پیاپی نه‌تنها به دامان سریر مقدس بازگشته بود که به یکی از مدافعین سرسخت اصلاحات گریگوری بدل شده بود. حتی پیش از ورود اوربان دوّم به فرانسه هم رمون ارتباط خوبی با او داشت تا جایی که حقّ مالکیت خود بر کلیسا و صومعهٔ سن ژیل را به پاپ تقدیم کرده بود. به دلیل این نزدیکی، و همین‌طور به دلیل برتری سیاسی و اقتصادیِ رمون بر تمام اشراف و فئودال‌های جنوب فرانسه، اوربان این کنت فرانسوی را گزینه‌ای مناسب برای رهبری لشکرکشی احتمالی به فلسطین می‌دید.
نظر به مدارک پراکنده [من جمله شهادت عینی پیش‌نماز مخصوص رمون تولوز، رمون اِگیلی اوربان گفتگوهایی مفصل با کنت تولوز داشته و رمون مدت‌ها پیش از شورای کلرمونت از مقصود پاپ مطلع بوده. با این حال در روز موعود رمون در میان حاضرین شورای کلرمونت نبود. در روز ۲۷ نوامبر سال ۱۰۹۵ میلادی، یک روز پیش از پایان رسمی شورا، پاپ اوربان دوّم در میان سیصد مقام بلندپایهٔ کلیسایی و صدها مقام سیاسی و نظامی محلّی مسیحیان غرب اروپا را دعوت به مسلّح شدن به هدف کمک به برادران مسیحی‌شان در شرق، و به تبع آن آزادسازی اورشلیم کرد. در پایان سخن‌رانی پاپ نخستین کسی که متعهد به حرکت به سوی شرق به قصد فوق شد ادمار د مونتِیل اسقف لپوی و دوست و هم‌پیمان نزدیک رمون تولوز بود. صبح روز پس از سخنرانی پاپ امّا فرستادهٔ رمون تولوز به کلرمونت رسید و نامهٔ او را تقدیم پاپ کرد که طی آن متعهد می‌شد که او نیز به زیارت اورشلیم در غالب این لشکرکشی خواهد پیوست. این واکنش سریع با وجود غیبت رمون در شورای کلرمونت خود نشانی دیگر از آگاهی پیشینی او از مقصود پاپ و حتی روز دقیق اعلام عمومی این مقصود است. این‌که چرا رمون در خود شورای کلرمونت حاضر نبود امّا می‌تواند دلایل مختلفی داشته باشد، من‌جمله این‌که رمون آگاه بوده که پاپ قصد ندارد بلافاصله او را به عنوان رهبر این لشکرکشی معرفی کند و به همین جهت نمی‌خواسته در مرکزیت توجه قرار بگیرد. دلیل دیگر را امّا می‌توان در انتخاب ادمار به عنوان نمایندهٔ تام‌الاختیار پاپ در لشکرکشی پیش رو دانست که دقیقاً در روز ۲۸ نوامبر اعلام شد. رمون و ادمار ارتباط نزدیکی داشتند و حالا که ادمار نقشی چنین غالب در پویش به سوی شرق پیدا کرده بود رمون نسبت به جایگاه احتمالی‌اش مطمئن‌تر شده بود.
به احتمال زیاد پاپ اوربان دوّم بی‌میل به انتخاب رمون به عنوان رهبر جنگ صلیبی نبود امّا اگر او را انتخاب می‌کرد به دلیل خصومت‌های ریشه‌دار در دهه‌های اخیر ممکن بود بسیاری فرمانده‌های نظامی از پیوستن به این پویش خودداری کنند. پس پاپ راهی میانه‌روانه را انتخاب کرد و تصمیم گرفت این لشکرکشی را وابسته به نام یک رهبر نکند. با این‌حال رهبریِ رمون به یک معنا میان عموم کسانی که به این پویش می‌پیوستند به طریقی ناگفته، پذیرفته بود. رمون ثروتمندترین فردی بود که به جنگ اوّل صلیبی پیوسته بود و از طرفی هم یکی از قدرتمندترین شهریاران اروپا در سال‌های پایانی سده یازدهم بود. از سوی دیگر رمون، که بیش از ۵۵سال سن داشت، از نظر سن و سال هم نسبت به دیگر شهریاران و فرماندگان بزرگ‌تر بود. دوستی و هم‌پیمانی دیرینش با ادمار، نمایندهٔ پاپ، هم دیگر همه چیز را عملاً به نفع او کرده بود. در نتیجه چه در چشم خود صلیبیون چه در چشم دیگران، از هم‌پیمانان بیزانسی تا دشمنان مسلمان، رمون رهبر بی‌عنوان صلیبیون بود [البته که این رهبری بعدها به چالش کشیده شد].

### حرکت به سوی قسطنطنیه

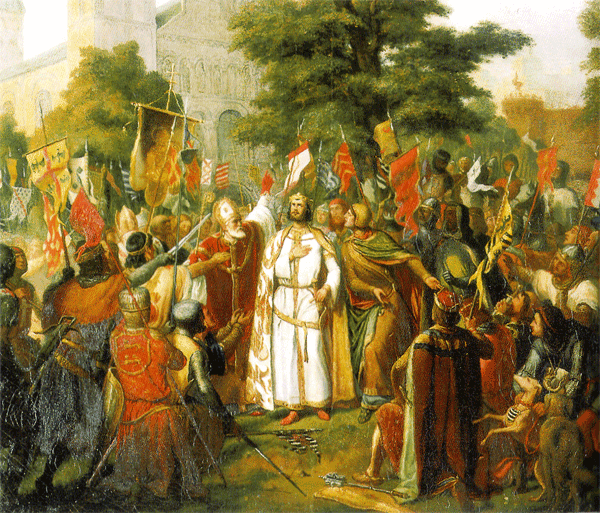
رمون تولوز و آدمار اسقف لپوی به سمت سرزمین‌های مقدس رهسپار می‌شوند. (نقاشی در سبک رمانتیک نقش‌شده در قرن نوزدهم و آویخته در مجموعه کاخ ورسای)

رمون تولوز، مثل همهٔ شهریاران دیگر جنگ اوّل صلیبی، برای تأمین مالی لشگرکشی خود به سرزمین مقدس نیازمند فروش مایملک خود بود. سده‌ها بود که هیچ لشگری از غرب اروپا به خاورنزدیک لشکر نکشیده بود و زمانی هم که چنین لشگرکشی‌هایی اتفاق می‌افتاد منابع مالی حکومت مرکزی امپراتوری رم پشتوانهٔ آن بود. حالا هر شهریاری باید خودش هزینه‌های لشگرکشی‌اش را تأمین می‌کرد که همین هم مانعی جدّی بر سر راه این کارزار به حساب می‌آمد. با این حال رمون ثروتی ورای عموم شهریاران اروپا داشت و به جز آن جهاز همسرش الویرای کاستیا هم راحتی خیال بیشتری را برای او به همراه آورده بود. یکی از نکات قابل توجه دربارهٔ تصمیمات مالی و حکومتی رمون در این برههٔ به خصوص این است که تمام کنش‌های او دالّ بر این است که او از بدو تصمیمش در پیوستن به جنگ اوّل صلیبی قصد ترک همیشگی موطنش را داشته و معلوم است که می‌خواسته حکومت سرزمینی را در خاور نزدیک در دست بگیرد و در آن سرزمین مستقر شود. شیوهٔ حلّ و فصل اختلافات مالی و حقوقی‌اش در این برهه یکی از نشانه‌های این امر است. برای مثال رمون سالیان درازی بوده که بر سر مالکیت یکی از زمین‌هایش با صومعهٔ سن‌ژیل در اختلاف بوده، اما درست پیش از ترک موطن در حضور پاپ اوربان دوّم از حق خود بر این زمین‌ها می‌گذرد. از طرفی تنفیذ تام و تمام حکومت تولوز و پروانس به فرزندش برتراند نشان از این دارد که رمون قصد بازگشت به جنوب فرانسه را نداشته (البته رمون لقب و مقام «کنت تولوز» را برای خویش نگاه داشت و تا هنگام مرگ پسرش صرفاً به عنوان قائم مقام او بر مناطق جنوب و جنوب شرق فرانسه حکم می‌رانده). رمون همچنین پیش از عزیمت به خاور نزدیک صدقه‌ای قابل توجه به کلیسای جامع لپوی تقدیم می‌کند و در ازای از این کلیسا می‌خواهد برای آمرزش او و والدینش به صورتی مداوم دعا کنند. این طلب آمرزش در قالب شمعی که تا زمانی که رمون زنده بوده باید پای مجسمهٔ مریم مقدّس در کلیسای جامع لپوی همواره روشن می‌مانده نمود می‌یابد؛ همچنین این کلیسای جامع و تمام کلیساهای زیرمجموعه‌اش بر این قرار می‌مانند که پس از مرگ رمون تا پایان جهان سالی یک‌بار مزمور مردگان را برای آمرزش روح او در صحن کلیسا آواز کنند. به این ترتیب رمون به امور مالی، حکومتی، و روحانی‌اش را در کاشانهٔ خود سروسامان و داد و آمادهٔ ترک موطن شد.
در حرکت به سوی خاورنزدیک رمون هدایت یکی از چهار لشکر اصلی صلیبیون را برعهده داشت (سه رهبر دیگر عبارت بودند از هیو، کنت ورمندوا، گادفری بویُن و بوهموند تارانتو)؛ لشکر رمون شامل نیروهای جنوب فرانسه می‌شد که به زبان لانگداک (یا اکسیتان) سخن می‌گفتند. استخوان‌بندی این لشکر را پروانسی‌ها تشکیل می‌دادند و به همین جهت بسیاری از وقایع‌نامه‌نویسان از لشکر رمون با عنوان «لشکر پروانس» یاد می‌کنند. با این حال ثروت و نفوذ سیاسی رمون باعث شده بود که اشراف منطقهٔ آکیتن هم نیروهای خود را به این لشکر برسانند تا به این ترتیب بزرگ‌ترین لشکر صلیببون تحت فرمان رمون سن‌ژیل تشکیل شود. این لشکر عظیم (که تخمین اندازهٔ آن بسیار دشوار است) در نوامبر سال ۱۰۹۶ پروانس را به قصد قسطنطنیه ترک کرد. رمون برای حرکت به طرف سرزمین‌های بیزانسی دو راه معمول پیش رو داشت: یکی آن‌که از پروانس و از طریق جنوآ وارد ایتالیا شود و لشگرش را تا جنوب شبه‌جزیرهٔ ایتالیا ببرد و از آن‌جا سوار بر کشتی دریای آدریاتیک را رد کند تا به منطقه‌ای که امروزه به آلبانی مشهور است و در آن زمان تحت اختیار امپراتوری بیزانس بود برسد؛ ایراد این راه برای رمون این بود که با رسیدن به بنادر جنوب شرقی ایتالیا او مجبور می‌شد تا حرکتش را تا بهار به تعویق بیندازد که چنین تعویقی هم به لحاظ مالی برایش سنگین تمام می‌شد هم احتمال اختلاف میان لشگریان را بالا می‌برد. مسیر دوم، این بود که جادهٔ باستانی رمی را پی بگیرد که از اروپای مرکزی می‌گذشت و به اروپای شرقی می‌رسید و از آن‌جا به مسیر زائرین ملحق می‌شد که به سوی قسطنطنیه می‌رفت. رمون ولی در اقدامی غافل‌گیر کننده راه سوّمی را انتخاب کرد که هرچند یک لشکر صلیبی دیگر (لشکر بوهموند تارانتو) هم در حال طی همان مسیر بود اما برای لشکر رمون انتخاب این مسیر عجیب می‌نمود. مسیری که رمون به سمت قسطنطنیه انتخاب کرد از سواحل جنوبی اروپا می‌گذشت و از ایتالیا به کرواسی امروزی و بعد به آلبانی می‌رسید. این مسیر در واقع روی بقایای جاده‌ای رمی بر کرانه‌های دالماسی پیش می‌رفت. رمون آگیلر، نمازخانه‌دار شخصی رمون تولوز، در رویدادنامه‌ای که دربارهٔ جنگ اوّل صلیبی از منظر نیروهای پروانسی نوشته از این بخش راه‌پیمایی به سمت قسطنطیه به تلخی یاد می‌کند:
وقتی [صلیبیون پروانسی] در خاک اسلوونی پیش رفتند رنج‌های فراوان دیدند، خاصه آن‌که فصل زمستان بود. سرزمین اسلوونی چنان برهوت بی‌راهه و کوهستانی‌ای بود که در آن نه حیوانی به چشممان آمد و نه پرنده‌ای. مقیمان آن دیار نیز چنان گستاخ و تندخو بودند که نه حاضر به داد و ستد با ما می‌شدند و نه راهِ گذار به ما نشان می‌دادند.— ریمند آگیلر، هیستوریا فرانکوروم

### در قسطنطنیه

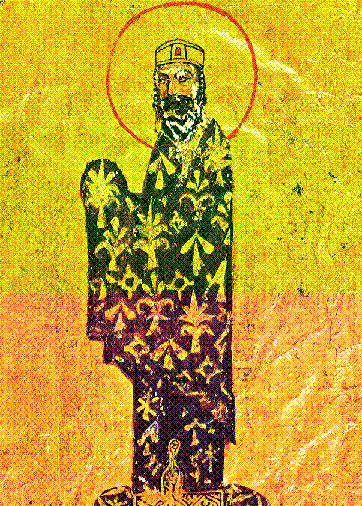
آلکسیوس یکم کمننوس امپراتور بیزانس (نگاره از یک نسخهٔ خطی)

در جریان ورود فرمانده‌های اصلی جنگ‌های صلیبی به قسطنطنیه امپراتور بیزانس، الکسیوس یکم، از هر کدام از فرماندگان قولی می‌گیرد تا حکمرانی هر شهری که در جریان جنگ مقدس توسط صلیبیون فتح شد به امپراتوری بیزانس منتقل شود. برای راضی کردن این فرمانده‌ها (که همان شهریاران یادشده هستند) هم هدایای فروانی از پول و جواهر و لباس‌های زربفت به آن‌ها داده شد. به جز این هدایا شکوه بی‌اندازهٔ قسطنطنیه و قدرت باورناپذیر امپراتور به خودی خود تأثیر فراوانی بر این شهریاران گذاشته بود. تا جایی که دختر الکسیوس یکم، آنا کومننه، در رویدادنامهٔ مشهورش به تمسخر این فرماندگان صلیبی می‌پردازد و آن‌ها را به صورت افرادی کم‌شعور و بی‌ظرافت تصویر می‌کند. با این حال رمون، که دیرتر از بقیهٔ شهریاران به قسطنطنیه رسیده بود، زیر بار پیشنهاد الکسیوس نرفت. رمون آگیلر در این رابطه می‌نویسد که کنت رمون تولوز دربارهٔ دلیل ممانعت از پذیرش این پیشنهاد به امپراتور گفته‌است: «من صلیب را برنگرفته‌ام [یعنی به جنگ صلیبی نیآمده‌ام] تا مطیع اربابی جز خداوند شوم». در مورد ممانعت رمون از سوگند یاد کردن در اطاعت از الکسیوس نظرهای بسیاری مطرح شده اما آنچه به نظر می‌آید انطباقی نزدیک‌تر با واقعیت امر داشته باشد این است که رمون از امپراتور بیزانس توقع همراهی در کارزار جنگ مقدس داشته‌است (خصوصاً که دلیل اولیهٔ لشگرکشی به شرق درخواست الکسیوس بوده) و حالا که رمون می‌دید که او قصد چنین همراهی را ندارد دلیلی برای سوگند اطاعت از او نمی‌یافت. نکتهٔ جالب اما این‌که در اتفاقات بعدی هیچ‌یک از شهریاران دیگر بر سر قول خود با الکسیوس باقی نماندند اما رمون، با وجود این‌که قول انتقال حاکمیت فتوحات به بیزانس را نداده بود، پای این قرار دیگران با امپراتور ایستاد (البته احتمالاً نه فقط از سر شرافت).
آنا کومننا که نظری منفی نسبت به تمام لاتین‌ها (از شهریاران تا سربازهای معمولی) دارد در آلکسیاد با لحن و رویکردی کاملاً متفاوت دربارهٔ رمون چهارم سخن می‌گوید. او می‌نویسد:
امپراتور یکی از این شهریاران یعنی رمون سن ژیل را به صورتی خاص بر دیگران ترجیح می‌داد چرا که او [یعنی رمون] هم عزمی پررنگ داشت و هم صداقتش عیان بود، و از همه چیز مهم‌تر این‌که چنان عطشی برای رسیدن به حقیقت داشت که هیچ چیز را بر این امر ارجح نمی‌دانست. او در فضیلت به مراتب برتر از دیگر لاتین‌ها بود چنان‌که خورشید برتر و بالاتر از دیگر ستارگان است. به این دلیل بود که الکسیوس او را در این مدت نزدیک خویش می‌داشت. — آنا کومننه، آلکسیاد: فصل ۱۰ باب ۱۱
آنا کومننا ادامه می‌دهد که بعد از خروج نیروهای صلیبی از قسطنطنیه و حرکتشان به سمت نیقیه الکسیوس رمون را نزد خود می‌خواند و با او با صداقت تمام سخن می‌گوید و نظرش دربارهٔ گل‌ها (منظور همان فرانک‌هاست) را با او در میان می‌گذارد. بنا به روایت آنا کوممنا الکسیوس رمون را از مقاصد شرورانهٔ بوهموند بر حذر می‌دارد. رمون هم از قرار در پاسخ به الکسیوس به او اطمینان می‌دهد که تمام حواس خود را بر این امر متمرکز خواهد کرد که بوهموند تارانتو نتواند خیانتی به الکسیوس بکند. مشخص نیست چه میزان از گزارش آنا کومننا ساخته و پرداختهٔ ذهن او برای مقاصد سیاسی باشد اما آنچه عیان است این است که بوهموند به محض بروز امکان (در انظاکیه) خلاف سوگندش به آلکسیوس عمل می‌کند و بر اساس تمام گزارش‌ها، چنان‌که خواهیم دید، رمون در برابر این کردار بوهموند ایستادگی می‌کند. البته که رمون در نهایت نمی‌تواند کاری از پیش ببرد اما می‌شود اصرار او بر تقدیم انطاکیه به امپراتور بیزانس را دلیلی گرفت بر صحّت گزارش آنا کومننا از ارتباط نزدیک رمون تولوز و الکسیوس یکم کومننوس، امپراتور بیزانس.

### محاصرهٔ نیقیه
نخستین مشارکت اثرگذار رمون در کارزار جنگ اول صلیبی در جریان محاصرهٔ نیقیه اتفاق افتاد. این محاصره که یکی از کم‌دردسرترین وقایع جنگ نخست صلیبی به حساب می‌آید به یک معنا آزمونی بود برای این‌که امپراتور الکسیوس صلیبیون را بسنجد و صلیبیون ترک‌های سلجوقی را. قلچ ارسلان، حاکم سلجوقی روم، خطر صلیبیون را جدی نگرفته بود و مشغول جنگ با همسایگان شرقی خود بود و به همین جهت کار محاصره و فتح این شهر در عمل چندان سخت نبود. زمانی که قلچ ارسلان متوجه خطر صلیبیون شد دیگر تا حدی دیر بود با این حال او به تاریخ ۲۱ مه سال ۱۰۹۷ به نیکیا بازگشت و بر خلاف نظر مشاورانش تصمیم به مبارزهٔ رودررو با صلیبیون گرفت. مبارزهٔ رودررو با صلیبیون ایدهٔ خوبی نبود چون آن‌ها در این وهله استقرار و احاطهٔ کافی بر منطقه داشتند و قدرت مقابله‌شان به مراتب از لشکر سبک سلطان سلجوقی بالاتر بود. حملهٔ قلچ ارسلان به صورت خاص متوجه دو رسته از لشکر صلیبیون بود: یکی لشکر تحت فرماندهی رابرت فلاندرز و دیگری لشکر پروانسی‌ها تحت فرماندهی رمون تولوز. این نبرد در تمام روز ادامه داشت و در نهایت منجر به عقب‌نشینی سلطان سلجوقی شد. قلچ ارسلان در عین حال پیغامی به لشکر مدافعین نیقیه فرستاد که شهر را از دست رفته تلقی کنند چرا که او نخواهد توانست بر توان نظامی صلیبیون چیره شود.
مدافعین شهر نیقیه امّا بدون حمایت سلطان خود برای پنج هفتهٔ دیگر به دفاع از شهر خود ادامه دادند. در جریان این فاز محاصرهٔ نیقیه بود که رمون تولوز توانایی‌های خود در رهبری نظامی را به نمایش گذاشت. نخست لشکر پروانسی نوعی محافظ عظیم‌الجثه طراحی کردند که به testudo (سنگ‌پشت) معروف شد؛ کارکرد این محافظ‌ها چنان بود که یک رسته از سربازان می‌توانستند پشت سطح شیب‌دار آن قرار بگیرند و به سمت دیوارهای شهر حرکت کنند بدون این‌که مورد اصابت سنگ‌ها و تیرهای مدافعین شهر قرار بگیرند. به این ترتیب بود که سربازان تحت فرمان رمون به پای دیوار جنوبی نیقیه رسیدند و در آنجا شروع به حفر تونل‌هایی کردند تا بنیهٔ دیوار را کم کنند اما برنامهٔ پروانسی‌ها از این هم فراتر بود و می‌خواستند در این تونل‌ها مواد آتشزا بگذارند که دیگر نیازی به هیچ کاری نباشد و دیوار به خودی خود ویران شود. اما در نهایت این رسته موفق شدند تا پایان شب اول ژوئن بخش کوچکی از دیوار جنوبی را مورد آسیب قرار دهند و در آغاز روز بعد متوجه شدند که مدافعین شهر تمام تونل‌ها را کم و بیش پر کرده‌اند. به این ترتیب، و با وجود ذکاوت نظامی رمون تولوز، احتمال شکست نیقیه در این برهه تقریباً از بین رفت.
دفاع نیقیه چنان تمام عیار بود که تحسین رویدادنامه‌نویسان مسیحی را هم برانگیخت، اما در نهایت وقتی که نیروهای بیزانسی راه دریا را به نیقیه گشودند راهی برای مدافعین شهر باقی نبود جز تسلیم. البته فرستاده‌های الکسیوس هم به مردم نیقیه قول امان داده بودند و به همین دلیل هم وقتی نیقیه نهایتاً تسلیم شد امپراتور بیزانس نگذاشت که صلیبیون وارد شهر شوند یا حتی دست به کمترین حدّی از غارت بزنند. البته که هیج‌یک از شهریاران در این مورد شکوه‌ای نکردند چرا که از چندی پیش از تسلیم نیقیه این قرار را با امپراتور گذاشته بودند اما با این حال تصویر ترک محاصره بدون ورود به شهر به چشم رویدادنویسانی چون رمون آگوییلر رنگی از پیروزی به خود نداشت.

### نبرد دورلیوم
بعد از فتح نیقیه امپراتور بیزانس تمام همّ خود را بر این گذاشت که نیروهای لاتینی را هر چه زودتر از قسطنطنیه دور کند. برای همین هم بود که او خیلی زود شهریاران لاتینی را به اردوی خود در پلکانوم دعوت کرد تا دربارهٔ برنامهٔ حرکت و استراتژی نیروهای صلیبی در کارزار پیش رو با آن‌ها به گفتگو بنشیند و آن‌ها را هر چه زودتر در مسیر حرکتشان قرار دهد. تمام اعیان و فرماندهان صلیبی در این نشست الکسیوس کومننوس شرکت کردند به جز رمون تولوز و اتین [استفان] بلوآ که در قسطنطنیه ماندند تا اردوگاه نیروهای لاتینی بی‌سرپرست نماند. البته که از یک سو عدم شرکت این دو در مذاکره با امپراتور بیزانس جالب توجه است چرا که بنا بر شواهد در دسترس دقیقاً این دو شهریار لاتینی به الکسیوس نزدیکی شخصی داشته‌اند و الکسیوس به آن‌ها اعتماد بیشتری داشته‌است. الکسیوس در این نشست راهنمایی‌های بسیار ارزشمندی به فرماندهان لاتینی می‌کند و نقشهٔ راه را در کنار توصیه‌های لازم در ارتباط با اقلیم سیاسی و نظامی منطقه در اختیار آن‌ها می‌گذارد. انتخاب انطاکیه به عنوان هدف بعدی هم از قرار در همین نشست اتفاق می‌افتد.
جمعیت صلیبیون در این برهه نزدیک به هفتادهزار نفر تخمین زده شده و یکی از مسائل اصلی که فرماندهان صلیبی باید با آن دست و پنجه نرم می‌کردند مدیریت این جمعیت عظیم بود که چطور صدها کیلومتر را به طرف انطاکیه بپیمایند. اینجا باید به یاد آورد که لشگرهای گوناگون از غرب در زمان‌های جدا و از مسیرهای متفاوت به طرف قسطنطنیه راه پیموده بودند، اما حالا که این لشکر به هم پیوسته بود حرکتش به صورتی واحد بسیار دشوار بود. یکی از اصلی‌ترین مشکلات، برای مثال مسئلهٔ تأمین خوراک برای چنین جمعیتی‌ست. اگر لشگری با این عظمت به صورت واحد در یک مسیر حرکت کند هیچ اقلیمی توان پاسخگویی به نیازهای غذایی آن را نخواهد داشت. مشکل دیگر مشکل بهداشت چنین جمعیت عظیمی‌ست. این‌ها و مشکلاتی از این دست شهریاران صلیبی را برآن داشت تا این خیل عظیم را به دو گروه اصلی تقسیم کنند، اما از آنجایی که خطر حملهٔ ترک‌های سلجوقی هم همیشه پیش نظر این شهریاران بود تصمیم دیگر آن شد که این دو گروه در فاصله‌ای نزدیک از هم حرکت کنند تا در صورت لزوم بشود در مدتی نسبتاً کوتاه به کمک هم بیآیند. به این ترتیب در روز ۲۹ ژوئن سال ۱۰۹۷ گروه اول که متشکل از نورمن‌های تحت فرمان بوهموند تارانتو و رابرت نورماندی بود به قصد جنوب از رود گکسو گذر کرد. گروه دوم که نیروهای جنوب فرانسه و لورن را در خود داشت هم روز بعد به راه افتاد؛ رمون تولوز یکی از شهریاران مستقر در این گروه بود. قرار دو لشکر بر این بود که بعد از چهار روز راهپیمایی به طرف جنوب در منطقه‌ای به نام دوریلیوم به هم بپیوندند تا برای ادامهٔ مسیر دوباره برنامه‌ریزی کنند.
در روز اول ژوئیه در نزدیکی مقصد از پیش مقرر نیروهای نورمن با حملهٔ غیرمنتظرهٔ ترک‌های سلجوقی مواجه شدند. گزارش دو تن از رویدادنامه‌نویسان حاضر در این نبر که عدد ترک‌ها را سیسصدوشصت‌هزار نفر برآورد می‌کنند قطع به یقین اغراق‌آمیز است اما به احتمال زیاد نیروهای سلجوقی بیشتر از صلیبیون بوده‌اند. بوهموند و رابرت نورماندی به این ترتیب درگیر نبردی جان‌فرسا با نیروهای سلجوقی شدند که به نظر می‌رسید نتیجه‌ای جز شکست صلیبیون نخواهد داشت اما هوش و تجربهٔ نظامی این دو فرمانده جریان نبرد را تغییر داد. این دو فرمانده به خوبی آگاه بودند که لحظه‌ای شک می‌تواند باعث شکست مطلق و قتل‌عام صلیبیون شود پس تمام همّ خود را بر حفظ شاکلهٔ لشکر کردند تا زمانی که مابقی نیروهای صلیبی به آن‌ها برسند. در عین حال چاپارهایی را فرستادند تا بدنهٔ دیگر نیروهای صلیبی را از بحران آگاه سازد تا با سرعت بیشتری به طرف داریلیوم حرکت کنند. نیروهای نورمن با امید به برتری عددی در زمان پیوستن نیروهای پشت سر بیش از پنج ساعت در برابر نیروهای ترک ایستادگی کردند تا بالاخره اندکی بعد از ظهر گروه دوم به میدان نبرد دوریلیوم ملحق شد. هر یک از شهریاران این گروه دوم رسته‌ای را رهبری می‌کردند تا جایی که حتی آدمار، اسقف لپوی هم، با وجود تضاد این عمل با لباس روحانیّت فرماندهی یک رسته از نیروهای جنوب فرانسوی را بر عهده گرفت. رستهٔ رمون تولوز در کنار دیگر رسته‌های تازه‌نفس به کمک نورمن‌ها شتافت و رستهٔ نیروهای پروانسی دیگر که تحت فرماندهی آدمار بود از کناره‌های میدان نبر سعی در بریدن بدنهٔ لشکر سلجوقی کرد اما دیگر حتی نیازی به این عمل هم نبود و ترک‌ها که با دیدن تعداد نیروهای تازه‌نفس صلیبی امید پیروزی را از دست داده بودند اقدام به عقب‌نشینی کردند.
در نبرد دوریلیوم حدود چهارهزار نفر از نیروهای صلیبی کشته شدند اما همین که سلجوقی‌ها به هدفشان نرسیدند و عقب‌نشستند پیروزی بزرگی برای صلیبیون محسوب می‌شد. صلیبیون بعد از سه روز اردو زدن در این منطقه حالا می‌بایست به سمت انظاکیه حرکت کنند.

### انطاکیه
با وجود حضور بارز رمون در محاصره نیقیه و نبرد دورلیوم، نقش رمون چهارم تولوز از زمان حصر انطاکیه به‌طور مشخص پررنگ‌تر شد.

#### آغاز محاصره انطاکیه
نخستین حصر انطاکیه در اوایل پاییز ۱۰۹۷ آغاز شد؛ نیروهای مسیحی به مرور دورتادور انطاکیه مستقر شدند و بیشتر راه‌های ارتباطی و مسیر ورود آذوقه و اسلحه را به این شهر مسدود کردند. شهریاران کارزار صلیبی در بدو محاصرهٔ انطاکیه ذکاوتی مثال‌زدنی از خود نشان‌دادند و پیش از استقرار در برابر دیوار انظاکیه مناطق استراتژیک دفاعی حومهٔ انطاکیه را تحت تسلط خود درآوردند. برای مثال رمون تولوز یک رسته از نیروهای پروانسی را تحت فرماندهی پیر روآ جلوتر از بدنهٔ اصلی لشکر به حومهٔ انطاکیه فرستاد تا درّهٔ روج را که یکی از شاه‌راه‌های جنوبی به طرف انطاکیه بود تحت تسلط خود درآورند. اما با وجود تمام این تمهیدات استراتژیک باز هم وقتی صلیبیون در برابر دیوارهای انطاکیه اردو زدند تحت تأثیر ابهت و استواری دیوارهای این شهر قرار گرفتند و قادر به پنهان کردن سایه‌ای از عجز در رفتار خود نبودند& تا آنجا که اتین بلوآ در نامه‌ای به همسر خود آدلای نورماندی می‌نویسد: «ما شهر انطاکیه را شهری عظیم یافتیم با ساختار دفاعی‌ای باورنکردنی که به نظر غیرقابل نفوذ می‌آمد.» نیروهای مستقر بر برج و باروهای انطاکیه احتمالاً نزدیک به پنج‌هزار نفر بوده و از آنجا که ترک‌ها آگاه از هدف صلیبیون بودند انبارهای شهر هم پر از آذوقه بوده. پس اقدام به این محاصره کاری بود کارستان و برای رسیدن به هر شکلی از موفقیت نیروهای صلیبی می‌بایست به ترتیبی در برابر دروازه‌های شهر استفرار می‌یافتند که محاصره بیشترین بازده را داشته باشد. این به معنای تقسیم چندین دروازهٔ شهر بین فرماندهان مختلف و نیروهای تحت فرمانشان بود. رمون تولوز در این تقسیمات استراتژیک وظیفهٔ انسداد دسترسی شهر به بیرون را از طریق دروازه‌ای به نام «دروازهٔ سگ» (یا باب الکلب) را بر عهده گرفت و همراه با آدمار لپوی و نیروهای جنوب فرانسوی خود در برابر این دروازه در شمال غربی شهر انطاکیه مستقر شد.

نقشهٔ شهر انطاکیه و جایگاه نیروهای محاصره‌کنندهٔ صلیبی

هفته‌های اول این محاصره نسبتاً خوب پیش می‌رفت اما به مرور کمبود غذا و گسترش انواع بیماری روحیهٔ صلیبیون را به شدت تخریب کرد. دسترسی به غذا برای لشگری با تعداد صلیبیون بحرانی هرروزه بود ولی تا بهار و تابستان این بحران در سطح قابل حلّ باقی مانده بود اما با رسیدن فصل سرما دسترسی معمول به منابع غذایی کم و کم‌تر شد تا جایی که خیلی زود بعد از استقرار در برابر دیوارهای انطاکیه نیروهای صلیبی مجبور به تشکیل رسته‌های برای جستجوی غذا شدند. یکی از این رسته‌ها را پروانسی‌های تحت فرمان رمون تولوز تشکیل می‌دادند که وظیفه‌شان گردآوری غذا از منابع طبیعی یا حتی انبارهای روستاییان در منطقهٔ درّهٔ روج بود. با این حال این عملیات گردآوری غذا هم تا حدّ اندکی برآورندهٔ نیازهای جمعیت بیش از پنجاه‌هزار نفری صلیبیون در این برههٔ زمانی بود. به این ترتیب هرچه زمستان نزدیک‌تر می‌شد شرایط اردوگاه صلیبیون هم وخیم‌تر می‌گشت. بنابر گزارش‌های در دسترس از ماه دسامبر وضعیت به چنان درجه‌ای از بحران رسید که بسیاری از صلیبیون دیگر جیرهٔ غذایی دریافت نمی‌کردند و گشنگی شروع به قربانی‌گرفتن کرد، طبیعتاً اولین قربانیان هم صلیبیون فرودست‌تر بودند.
برای پیدا کردن راه‌حلَی برای این بحران بود که بوهموند و رابرت فلاندر به همراه رسته‌ای از نیروهای تحت فرمانشان اردوی اصلی را به سمت منطقهٔ جبل‌السماق ترک کردند تا برای لشکر غذا پیدا کنند. این رسته خود با پاتک نیروهای دُقاق حاکم دمشق روبه‌رو شد اما اردوی صلیبیون در برابر دیوار انطاکیه نیز همزمان مورد حملهٔ نیروهای انطاکی تحت رهبری یاغی سیان قرار گرفت. یاغی سیان که احتمالاً از وضعیت نابه‌سامان نیروهای محاصره‌گر آگاه بوده‌است به محض مشاهدهٔ ترک رسته‌ای از نیروها با بوهموند و رابرت فلاندر اقدام به انجام عملیاتی ضربتی علیه اردوگاه صلیبیون می‌کند. در این میان رابرت نورماندی هم از اردوگاه دور بوده و به همراه تعدادی از سربازان نورمن برای عملیات جستجو به لاذقیه رفته بوده و از سوی دیگر گادفری بوین هم سخت بیمار و در بستر بوده‌است. به این ترتیب رهبری پدافند نیروهای صلیبی در برابر حملهٔ نیروهای ترک تحت فرماندهی یاغی سیان بر گردن رمون تولوز افتاد. در ابتدا به نظر می‌آمد که هدف انطاکی‌ها از بین بردن پل شناوری بوده که صلیبیون به واسطهٔ قایق‌هایی بر روی رود عاصی ساخته بودند و به همین دلیل نیروهای پروانسی از روی رودخانه گذشته و به طرف انطاکی‌ها حمله‌ور شدند. انطاکی‌ها بلافاصله عقب‌نشینی کردند و نیروهای تحت فرمان رمون تولوز هم که عقب‌نشینی آن‌ها را نشانه‌ای از برتری خود یافتند به تعقیب انطاکی‌ها پرداختند، بی‌خبر از آن‌که نیروهای ترک انطاکیه در خال کشاندن آن‌ها به یک تله‌اند. بعد از مدتی تعقیب و در نزدیکی «دروازهٔ پل» نیروهای پروانسی خود را در محاصرهٔ نیروهای ترک یافتند که چندین برابر بیشتر از تعداد لشگری بود که در تعقیبشان بودند. رمون آگیلر، رویدادنامه‌نویس نزدیک به رمون تولوز که خود در این واقعه حاضر بوده می‌نویسد:
 شوالیه‌های فرانک که دیگر جنگیدن را وانهاده بودند چنگ فوج صلیبیون در حال فرار را بر بدن خود و بر یال اسب‌هایشان حس می‌کردند چنان‌که هرکدام ممکن بود هرآن از اسب خود فروافتند. ترک‌ها به سرعت و بی‌رحمانه در حال تعقیب و کشتار زندگان و سرقت دارایی‌های مردگان بودند. تنها در نبردی که در تعقیب و گریز بین پل تحت تسلط آن‌ها و پل تحت تسلط ما اتفاق افتاد پانزده شوالیه و بیش از بیست سرباز پیاده کشته شدند. علمدار اسقف لپوی که جوانی اشراف‌زاده به نام برنارد بزیر بود هم در این میان کشته شد و علم آدمار به دست دشمن افتاد. — رمون آگیلر: هیستوریا فرانکُروم فصل چهارم
شکست نیروهای تحت فرمان رمون تولوز شاید به لحاظ تعداد کشته‌شدگان فاجعه محسوب نشود اما به لحاظ ضربه‌ای که این شکست به روحیهٔ صلیبیون وارد کرد می‌توان از آن به عنوان یک فاجعه یاد کرد. در ذهن غرورمحور انسان قرن یازدهم پرچم و علم فقط یک نشان نیست بلکه با خود بار هویّتی به همراه دارد و افتادن و از دست دادن علم ادمار که نقش مریم مقدّس را بر خود داشت به همین جهت ضربه‌ای به حیثیّت نیروهای پروانسی محسوب می‌شد. از سوی دیگر افتادن در تلهٔ ترک‌ها هم برای رمون تولوز به عنوان فرماندهٔ نیروهای پروانسی یک لکّهٔ ننگ بود که باید به هر نحوی که بود شسته می‌شد. شاید اگر لشکر بوهموند و رابرت فلاندر به صورت جداگانه مورد حملهٔ دقاق دمشق قرار نمی‌گرفت و اگر گادفری بوین بیمار و از پاافتاده نمی‌بود رمون تولوز هرگز نمی‌توانست نام خود را از این شکست پاک کند اما شرایط اردوگاه صلیبیون چنان بود که این شکست در بستری بزرگ‌تر چندان جلوه‌گر نشد تا رمون بتواند جایگاه خود را حفظ کند.

#### ادامهٔ حصر انطاکیه
با وجود به سلامت گدشتن از دو آزمون سخت در روزهای پایانی سال ۱۰۹۷ سال جدید در حالی آغاز شد که قحطی و گسترش بیماری در اردوگاه صلیبیون رو به وخامت گذاشته بود. میزان مرگ بر اثر این دو عامل روز به روز افزایش می‌یافت و قربانیان گرسنگی و بیماری دیگر تنها صلیبیون فرودست نبودند. در این شرایط بود که مسئلهٔ خشم الهی مطرج شد به این ترتیب که دلیل رنجی که صلیبیون می‌کشیدند گناهکاری خودشان دانسته شد و آدمار لپوی که از افراد رستهٔ رمون تولوز بود اما نمایندهٔ تام‌الاختیار پاپ هم محسوب می‌شد خود را موظف یافت تا اردوگاه صلیبیون را از گناه منزّه کند. برای این منظور اولاً زنانی که در اردوگاه بودند مجبور به ترک اردوگاه و استقرار در محلی دورتر شدند (چرا که حضور زنان با بروز ناپاکی برابر فرض می‌شد. دلیل این فرض هم عمدتاً مرتبط با آمیزش جنسی و ارتباط مستقیم آن با با ناپاکی در تفکر متأثر از آگوستین هیپو بوده‌است). مردان مستقر در اردو هم می‌بایست شروع به عبادت مداوم کنند و در عین حال روزه بگیرند و دسته‌های عبادی به راه بیاندازند. رمون تولوز و چندی از بهترین شوالیه‌هایش هم بر اجرای دقیق این فرایض نظارت می‌کردند و هرکس از آن‌ها سرباز می‌زد به شدت تنبیه می‌شد. البته این امر شایان توجه ویژه است که نیروهای پروانسی تحت فرمان رمون تولوز در این قحطی کمتر از دیگر صلیبیون رنج کشیدند و این مستقیماً به دلیل شرایط مالی بهتر رمون بود. چرا که در اوج این قحطی‌ها هم هنوز می‌شد از شهرها و روستاهای دور و نزدیک قله و غذا خرید هرچند هزینه‌ای که چنین داد و ستدهایی بر گردهٔ صلیبیون می‌گذاشت به شدت سنگین بود. با این حال در میان تمام فرماندهان صلیبی این رمون تولوز بود که با سهولتی بیشتر از دیگر صلیبیون می‌توانست نیروهای تحت فرمان خود را سیر نگاه دارد. همین راحتی نسبی و آسیب‌پذیری کمتر نسبت به نیروهای دیگر در کنار هم‌قوم بودن با آدمار لپوی دلیلی کافی و محکم بود برای استفاده از نیروهای پروانسی برای نظارت قهری بر ریاضت جمعی در اردوگاه صلیبیون.
چند ماه بعد و با آمدن بهار جریان وقایع به مرور تغییر کرد. در این زمان عدد نسبتاً بالایی از کشتی‌های غالباً انگلیسی با مواد خام برای ساخت ابزارهای محاصره به کرانه‌های مدیترانه در نزدیکی انطاکیه رسید. البته مورخان معاصر در ابعاد این رخداد شبهات فراوان وارد کرده‌اند اما در این که چنین محموله‌ای در اوایل بهار ۱۰۹۸ به صلیبیون رسید شکی نیست. اهمیّت این مواد اولیه و کسانی که برای ساخت ابزار با آن‌ها به کمک صلیبیون می‌آمدند به اندازه‌ای بود که برای این‌که به سلامت از محل بارانداز در کرانهٔ سن سیمئون به انطاکیه برسند دو نفر از سرشناس‌ترین شهریاران صلیبی، یعنی بوهموند تارانتو و رمون تولوز به همراه شصت شوالبه و پانصد نیروی پیاده برای این عملیات انتخاب شدند. مسیر رفت به سن سیمئون در مجموع کم‌خطر بود اما در برگشت نیروهای صلیبی که حالا در حال حمل مواد اولیهٔ سنگین اما بسیار ارزشمند برای فتح انطاکیه بودند مجبور بودند با سرعتی پایین راه برگشت به اردوگاهشان را بپیمایند. مشکلات شخصی بین رمون و بوهموند (که مدت‌ها بود خودش را در جلسات فرماندهی لشکر صلیبیون بارز شده بود) باری اضافه بر گردهٔ این لشکر محافظتی بود، تا جایی که بعد از حدود دو روز راهپیمایی بین لشکر تحت امر بوهموند و رمون فاصلهٔ مکانی نسبتاً زیادی واقع شد. شاید این یکی از دلایل پاتک نیروهای ترک بیرون انظاکیه به این نیروها بود، اما هرچه بود این پاتک در روز هفتم مارس ۱۰۹۸ اتفاق مهمی در روند حصر انطاکیه محسوب می‌شود. البته اینکه این واقعه در نزدیکی اردوگاه صلیبیون اتفاق افتاد از اقبال نیروهای صلیبی بود چرا که نیروهای ترک در حملهٔ خود بیشتر سربازان پیادهٔ این لشکر محافظتی را کشتند اما بوهموند توانست به سرعت به اردوگاه انطاکیه برود و با نیروی کمکی بازگردد. جنگ بین نیروهای صلیبی و مسلمان مغلوبه شد و یاغی سیان هم تعدادی از نیروهای داخل دیوارهای انطاکیه را برای کمک به نیروهای مسلمان بیرون (احتمالآً سربازان دقاق دمشق) به بیرون از دیوارهای شهر فرستاد. با این حال برتری عددی نیروهای صلیبی شکست مسلمانان را قطعی کرده بود و به همین سبب سربازان مسلمانان به سرعت به طرف پل بارودار عقب‌نشینی کردند و در صحنه‌ای که تنها حاکی از وضعیت درهم‌ریختهٔ روانی بود یاغی سیان به زحمت دروازه را برایشان باز کرد تا هر تعداد از نیروهای مسلمان که می‌توانند وارد شهر شوند. توماس اسبریج معتقد است که این واقعه بالکل جریان محاصرهٔ انطاکیه را به نفع صلیبیون تغییر داد، چرا که نه تنها ابزار لازم برای پیشبرد محاصره بالاخره به دست صلیبیون رسید بلکه پیروزی آن‌ها بر یاغی سیان همهٔ صلیبیون را به نتیجهٔ جنگ امیدوار کرد. رمون تولوز هم که بار دیگر تا نزدیکی شکست مطلق رفته بود، به واسطهٔ نقش محوری‌اش در حفظ شاکلهٔ رسته‌اش تا رسیدن نیروهای کمکی توانست برای خود اعتباری دوباره کسب کند.
مواد اولیهٔ تازه رسیده از یک سو و غنایمی که از نبر پل بارودار به دست‌آمده بود (من جمله تعداد قابل توجهی اسب) دست صلیبیون را برای برنامه‌ریزی‌های نظامی پر کرده بود. یکی از مهم‌ترین اقدامات در راستای تقویت توان محاصره ساختن یک مقرّ جدید روی ویرانه‌های مسجدی در نزدیکی پل بارودار بود تا صلیبیون بتوانند این دروازه را که برایشان چندباری دردسرساز شده بود در عمل غیرقابل استفاده کنند. کار برروی تقویت ساختمان این مسجد در ۱۰ مارس شروع شد. مقصود از تقویت این ساختمان البته چیزی ورای یک مقرّ نظامی موقت نبود و به همین دلیل با سه‌روز کار بی‌وقفه و با به‌کارگیری تمام نیروهای در دسترس (من جمله شخص شهریاران) سازهٔ مورد نظر برپا شد. این برج موقت La Mahomerie نام گرفت که در زبان فرانسوی باستان به معنی مریم مقدّس است. فرماندهی این مقرّ مهم نظامی را رمون تولوز به دست گرفت. نمازخانه‌دار او، رمون آگیلر، در رویدادنامه خود توضیح می‌دهد که رمون تولوز به این دلیل این مسئولیت خطیر را بر گرده گرفت که چون در طول ماه‌های محاصرهٔ انطاکیه چندین بار به سختی مریض بوده و در بستر بیماری افتاده بوده‌است در اردوگاه صلیبیون این شایعه پیچیده بوده که او نه میل به جنگ دارد نه میل به کمک مالی به کسانی که حاضر به جنگند تا جایی که حتی نیروهای پروانسی هم به مرور به فرمانده خود بی‌اعتماد شده بودند. رمون فرماندهی برج لا ماهومری را بر عهده گرفت تا نام خود را از این شایعات پاک کند. اما دلیل واقعی‌تر این امر احتمالاً چیز دیگری‌ست؛ شهریاران صلیبی ماه‌ها بود که بی‌اشارهٔ مستقیم به این موضوع می‌دانستند که یکی از آن‌ها حاکم انطاکیه خواهد شد (البته که این عدم اشارهٔ مستقیم بابت عهدی بود که عموم این شهریاران با امپراتور بیزانس بسته بودند). رمون به خوبی آگاه بوده که بابت عدم مشارکت فعالش در وقایع اخیر در محاصرهٔ انطاکیه چندان محقّ به ادعای حکومت انطاکیه نیست پس نیازمند ایجاد یک دلیل برای چنین ادعایی بود. در شرایطی که شهریاران دیگر در بجران مالی بودند رمون همچنان ثروتمند محسوب می‌شد و هزینهٔ ساخت لا ماهومری را به تنهایی پرداخت کرد. پرداخت هزینهٔ ساخت او را محق بر کنترل این برج می‌کرد و با در دست داشتن این برج رمون دسترسی انحاصری به پل بارودار را از آن خود می‌کرد. بوهموند با داشتن دسترسی انحصاری به پل سنت پل از پیش‌تر جای پای خود را برای فتح شهر سفت کرده بود و حالا پیش از سقوط انطاکیه رمون با در اختیار گرفتن دومین راه ورود اساسی به شهر آمادهٔ رقابت با بوهموند بر سر حکومت این شهر می‌شد.
آخرین قدم برای تنگ کردن حلقه محاصره علیه انطاکیه مسدود کردن کامل دروازهٔ سنت جورج بود که بعد از ساخت لاماهومری صلیبیون بر آن متمرکز شدند. این دروازه تنها مسیری بود که مسلمانان انطاکیه از آن برای تجدید قوا استفاده می‌کردند و بستن آن بسیار اهمیَت داشت. بعد از آن‌که نیروهای صلیبی در یک عملیات ساده نیروهای مسلمان اطراف این دروازه را شکست دادند و اسب‌های فراوانی به غنیمت بردند تصمیم بر این شد که فرماندهی محاصرهٔ این دروازه را به تانکرد هُتویل واگذار کنند. برای انجام این امر هم صومعه‌ای که در نزدیکی این پل بود را مقرّ فرماندهی این بال ارتش قرار دادند. تانکرد اما حاضر نبود این فرماندهی را قبول کند مگر این که منفعتی در این امر باشد (چرا که برعکس فرماندهی لاماهومری فرماندهی این بال از لشکر احتمال حکومت انطاکیه را برای تانکرد بالا نمی‌برد). به این ترتیب شهریاران صلیبی به تانکرد ۴۰۰ مارک نقره پرداخت کردند تا این فرماندهی را بپذیرد. بیشتر این پول را طبیعتاً رمون تولوز پرداخت کرد چرا که او در عمل تنها کسی بود که توانایی مالی چنین کاری را داشت.